# Кљанц
Кљанц је археолошки локалитет праисторијског насеља, налази се североисточно од центра Мајданпека.
Припада позном енеолиту, културној групи Коцофени, али је констатовано и касноантичко насеље. Географски је добро позиционирано, на локацији где Мали Пек излази из кланца, на брду изнад Новог гробља. Са овог места одлично се контролише простор данашњих копова бакра и злата.